# Cytheropteron midtimberense
Cytheropteron midtimberense är en kräftdjursart som beskrevs av Brouwers 1994. Cytheropteron midtimberense ingår i släktet Cytheropteron och familjen Cytheruridae. Inga underarter finns listade i Catalogue of Life.